# Юркин, Валентин Фёдорович
Валентин Фёдорович Юркин (18 апреля 1940 — 3 мая 2022) — с 1985 года директор издательства «Молодая гвардия», с 1992 года — генеральный директор акционерного общества «Молодая гвардия».

## Биография
Родился 18 апреля 1940 года в селе Донском Задонского района Липецкой области.
Окончил историко-филологический факультет Липецкого государственного педагогического института (1963) и Высшую комсомольскую школу при ЦК ВЛКСМ (1965).
С 1965 года — на комсомольской работе, в 1970—1972 годах секретарь Липецкого обкома комсомола, в 1972—1975 гг. в аппарате ЦК ВЛКСМ (куратор Горьковской, Кировской областей и Марийской республики). В 1975—1980 гг. заведующий редакцией истории комсомола и научной литературы издательства «Молодая гвардия».
В 1980—1983 гг. учился в аспирантуре Высшей партийной школы им. К. Маркса при ЦК Социалистической единой партии Германии в Берлине, защитил диссертацию, кандидат философских наук.
С мая 1985 года директор издательства «Молодая гвардия». Был инициатором объединения издательства и типографии в издательско-полиграфическое объединение «Молодая гвардия».
В 1992 году после акционирования избран генеральным директором АО «Молодая гвардия», которое возглавлял до последних дней.
Умер 3 мая 2022 года.
Заслуженный работник культуры Российской Федерации (1999). Награждён медалями, почётным знаком ВЛКСМ.